# Liste der Mitglieder des Landtages (Volksstaat Hessen) (5. Wahlperiode)
Diese Liste gibt einen Überblick über alle Mitglieder des Landtages des Volksstaates Hessen in der 5. Wahlperiode (1931 bis 1932).

## Präsidium
- Präsident: Ferdinand Werner (NSDAP)

- Stellvertreter des Präsidenten:
  - Heinrich Delp (SPD)
  - Heinrich Weckler (Zentrum)

- Schriftführer
  - Wilhelm Hammann (KPD)
  - Jean Christoph Harth (SPD)
  - Otto Ivers (NSDAP)
  - Wilhelm Maurer (KPD)
  - Wilhelm Schwinn (NSDAP)
  - Kaspar Winter (Zentrum)

## Fraktionsvorsitzende
- KPD: Ludwig Keil
- NSDAP: Karl Lenz
- SPD: Heinrich Zinnkamm
- Zentrum: Hans Hoffmann

## Mitglieder

### A
- Bernhard Adelung (SPD)
- Wilhelm IV. Anthes (SPD)

### B
- Werner Best (NSDAP)
- Pankraz Blank (Zentrum)
- August Böhm (DNVP)
- Johann Georg Brückmann (NSDAP)
- Joseph Buttler (NSDAP)

### C
- Friedrich Class (NSDAP)

### D
- Karl Heinrich d’Angelo (NSDAP)
- Reinhold Daum (NSDAP)
- Gustav Adolf Dehlinger (HBB (DVP))
- Heinrich Delp (SPD)
- Edmund Philipp Diehl (NSDAP)
- Hans Döring (NSDAP)

### F
- Wilhelm Fenchel (HBB (DVP))

### G
- Heinrich Galm (KPO, 1932 Wechsel zur SAPD)
- Otto Konrad Geiss (NSDAP)
- Konrad Karl Glaser (HBB (DNVP))
- Heinrich Göckel (NSDAP)
- Friedrich Wilhelm Greb (CSVD)
- Konrad Gumbel (SPD)

### H
- Hermann Wilhelm Hammann (KPD)
- Jean Christoph Harth (SPD)
- Elisabeth Hattemer (Else) (Zentrum)
- Daniel Hauer (NSDAP)
- Anton Heinstadt (Zentrum)
- Hans Hoffmann (auch Johann) (Zentrum)

### I
- Otto Ivers (NSDAP)

### J
- Philipp Wilhelm Jung (NSDAP)

### K
- Georg Kaul (SPD)
- Ludwig Keil (KPD)
- Fritz Kern (NSDAP)
- Jakob Alfred Klostermann (NSDAP)

### L
- Karl Lenz (NSDAP)
- Wilhelm Friedrich Lenz (KPD)
- Wilhelm Leuschner (SPD)
- August Lorenz (SPD)
- Josef Loth (KPD)
- Anton Lux (SPD)

### M
- Wilhelm Mauer (KPD)
- Jakob Karl Maurer (SPD)
- Heinrich Müller (NSDAP)

### N
- Friedrich Niepoth (DVP)
- Karl II. Noll (Zentrum)

### O
- Fritz Johannes Ohlhof (SAPD)
- Heinrich Otto (KPD)

### P
- Lily Pringsheim (SPD)

### R
- Georg Aloys Rink (gen. Ludwig) (SPD)
- Heinrich Ritter (NSDAP)
- Karl Rost (KPD)

### S
- Karl Wilhelm Schäfer (NSDAP)
- Karl Schilling (NSDAP)
- Marie Schmidt (KPD)
- Johann Schreiber (DDP)
- Joseph Maria Schül (Zentrum)
- Wilhelm Schwinn (NSDAP)
- Wilhelm II. Seipel (NSDAP)
- Bernhard Bruno Graf zu Solms-Laubach (NSDAP)
- Jakob Steffan (SPD)
- Albert Stohr (Zentrum)
- Karl Ludwig Storck (SPD)

### W
- Richard Wagner (NSDAP)
- Karl Wahl (NSDAP)
- Wilhelm Wassung (NSDAP)
- Heinrich III. Weckler (Zentrum)
- Ferdinand Werner (NSDAP)
- Johann Wesp (Zentrum)
- Ernst Wilhelm Widmann (SPD)
- Kaspar Winter (Zentrum)

### Z
- Jakob Zeiß (KPD)
- Heinrich Zinnkann (SPD)
- Alfred Zürtz (NSDAP)